# カンマラータ
カンマラータ（イタリア語: Cammarata）は、イタリア共和国シチリア自治州アグリジェント県にある、人口約6,100人の基礎自治体（コムーネ）。

## 地理

### 位置・広がり

#### 隣接コムーネ
隣接するコムーネは以下の通り。括弧内のCLはカルタニッセッタ県、PAはパレルモ県所属を示す。
- アックアヴィーヴァ・プラータニ (CL)
- カステルテルミニ
- カストロノーヴォ・ディ・シチーリア (PA)
- ムッソメーリ (CL)
- サン・ジョヴァンニ・ジェーミニ
- サント・ステーファノ・クイスクイーナ
- ヴァッレルンガ・プラタメーノ (CL)
- ヴィッラルバ (CL)